# 岳鎮
岳鎮，山西盂縣人，明朝政治人物。举人出身。岳飛23世裔孫。
永樂三年，參加乙酉科鄉試中舉，后任順德府訓導及刑部掌印。